# Eudonia empeda
Eudonia empeda là một loài bướm đêm trong họ Crambidae.